# Microtus bucharensis
Microtus bucharensis is een zoogdier uit de familie van de Cricetidae. De wetenschappelijke naam van de soort werd voor het eerst geldig gepubliceerd door Vinogradov in 1930 als Microtus bucharicus, maar bucharicus is later verbeterd tot bucharensis (cf. voetnoot 1).

## Voorkomen
De soort komt voor in het noordelijk deel van de Pamir, in Tadzjikistan, Oezbekistan en Afghanistan.